# Наклице
Наклице су насељено место у саставу града Омиша, Сплитско-далматинска жупанија, Република Хрватска.

## Историја
До територијалне реорганизације у Хрватској налазиле су се у саставу старе општине Омиш.

## Становништво
На попису становништва 2011. године, Наклице су имале 236 становника.
| Број становника по пописима | Број становника по пописима | Број становника по пописима | Број становника по пописима | Број становника по пописима | Број становника по пописима | Број становника по пописима | Број становника по пописима | Број становника по пописима | Број становника по пописима | Број становника по пописима | Број становника по пописима | Број становника по пописима | Број становника по пописима | Број становника по пописима | Број становника по пописима |
| --------------------------- | --------------------------- | --------------------------- | --------------------------- | --------------------------- | --------------------------- | --------------------------- | --------------------------- | --------------------------- | --------------------------- | --------------------------- | --------------------------- | --------------------------- | --------------------------- | --------------------------- | --------------------------- |
| 1857                        | 1869                        | 1880                        | 1890                        | 1900                        | 1910                        | 1921                        | 1931                        | 1948                        | 1953                        | 1961                        | 1971                        | 1981                        | 1991                        | 2001                        | 2011                        |
| 65                          | 0                           | 128                         | 142                         | 163                         | 178                         | 0                           | 0                           | 202                         | 214                         | 247                         | 210                         | 189                         | 187                         | 224                         | 236                         |

Напомена: У 1948. исказано под именом Наклице-Дочина. У 1869, 1921. и 1931. подаци су садржани у насељу Тугаре. До 1948. исказује се као део насеља, а од 1953. као насеље.

### Попис1991.
На попису становништва 1991. године, насељено место Наклице је имало 187 становника, следећег националног састава:
| Попис 1991.‍ | Попис 1991.‍ | Попис 1991.‍ | Попис 1991.‍ | Попис 1991.‍ |
| ----------- | ----------- | ----------- | ----------- | ----------- |
|             |             |             |             |             |
| Хрвати      | Хрвати      |             | 187         | 100%        |
| укупно: 187 |             |             |             |             |